# Watari
Watari (japanska: 亘理町?, Watari-chō)) är en landskommun (köping) i Miyagi prefektur i Japan.  
Watari ligger vid kusten och drabbades hårt vid jordbävningen vid Tohoku 2011.